# Лоуел (Северна Каролина)
Лоуел (енгл. Lowell) град је у америчкој савезној држави Северна Каролина.

## Демографија
По попису из 2010. године број становника је 3.526, што је 864 (32,5%) становника више него 2000. године.
| Група             | 2000.         | 2010.         |
| Белци             | 2.405 (90,3%) | 2.935 (83,2%) |
| Афроамериканци    | 172 (6,5%)    | 308 (8,7%)    |
| Азијати           | 17 (0,6%)     | 35 (1,0%)     |
| Хиспаноамериканци | 35 (1,3%)     | 200 (5,7%)    |
| Укупно            | 2.662         | 3.526         |